# Мохамед Кадер Мейте
Мохаме́д Каде́р Мейте́ (фр. Mohamed Kader Meïté; нар. 11 жовтня 2007) — французький футболіст, нападник клубу «Ренн».

## Клубна кар'єра
Вихованець команд «Париж 14», «Париж Алезія», «Вільжюїф» і «Монруж 92», а 2022 року приєднався до академії «Ренна». 10 лютого 2024 року дебютував за резервну команду в матчі Насьйоналя 3 проти «Бріошена Б». 7 вересня 2024 року в поєдинку Насьйоналя 3 проти «Понтіві» забив свій перший гол у кар'єрі.
5 листопада 2024 року підписав з клубом свій перший професіональний контракт, що розрахований до літа 2028 року. 10 листопада дебютував в основному складі «Ренна» в матчі Ліги 1 проти «Тулузи», вийшовши на заміну Жоті. 18 квітня 2025 року в поєдинку Ліги 1 проти «Нанта» забив свій перший гол у професіональній кар'єрі. У віці 17 років і 189 днів став третім наймолодшим бомбардиром в історії «Ренна» в рамках Ліги 1 після Едуарду Камавінги та Дезіре Дуе.

## Кар'єра в збірній
Виступав за збірні Франції до 16, до 17 і до 19 років. У травні 2024 року в складі збірної до 17 років виступав на юнацькому чемпіонаті Європи, що проходив на Кіпрі. На турнірі провів один поєдинок проти збірної Португалії, а його команда не вийшла зі своєї групи.

## Статистика виступів
Станом на 15 серпня 2025
| Клуб              | Сезон             | Чемпіонат         | Чемпіонат | Чемпіонат | Кубок | Кубок | Єврокубки | Єврокубки | Інші  | Інші | Всього | Всього |
| Клуб              | Сезон             | Дивізіон          | Матчі     | Голи      | Матчі | Голи  | Матчі     | Голи      | Матчі | Голи | Матчі  | Голи   |
| ----------------- | ----------------- | ----------------- | --------- | --------- | ----- | ----- | --------- | --------- | ----- | ---- | ------ | ------ |
| Ренн Б            | 2023–24           | Насьйональ 3      | 3         | 0         | —     | —     | —         | —         | —     | —    | 3      | 0      |
| Ренн Б            | 2024–25           | Насьйональ 3      | 7         | 4         | —     | —     | —         | —         | —     | —    | 7      | 4      |
| Ренн Б            | Всього            | Всього            | 11        | 4         | 0     | 0     | 0         | 0         | 0     | 0    | 11     | 4      |
| Ренн              | 2024–25           | Ліга 1            | 12        | 2         | 1     | 0     | —         | —         | —     | —    | 13     | 2      |
| Ренн              | 2025–26           | Ліга 1            | 1         | 0         | 0     | 0     | —         | —         | —     | —    | 1      | 0      |
| Ренн              | Всього            | Всього            | 13        | 2         | 1     | 0     | 0         | 0         | 0     | 0    | 14     | 2      |
| Всього за кар'єру | Всього за кар'єру | Всього за кар'єру | 24        | 6         | 1     | 0     | 0         | 0         | 0     | 0    | 25     | 6      |